# Sara

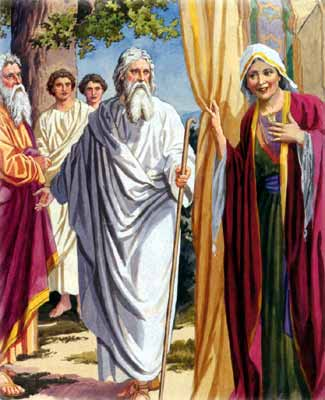
Avraam și Sara

Sara, prenume feminin, soția principală a lui Avraam și mama lui Ițhac / יִצְחָק (cunoscut în alte transliterări ca Ițac sau Isaac), stăpîna lui Hagar.
Sara e subiectul multor discuții pe marginea Bibliei. Intre altele, în serviciul religios mozaic, indiferent de sectă, există o întreagă pericopă dedicată Sarei. Această pericopă a săptămânii (= citire, comentariu și interpretare a unei porțiuni din Vechiul Testament), Haie Sara, este transliterată de obicei în vest ca Chaye Sarah ori Hayye Sarah (חַיֵּי שָׂרָה — ebraicul pentru “viața Sarei,” care sunt primele cuvintele cu care început parshah) e bazată pe Genesa 23:1–25:18.
Este un nume extras din Biblie, luat de la numele soției lui Avraam si mama lui Isaac, Sara. Sensul cuvântului în ebraică este "prințesă". De fapt, numele ebraic Sarah provine din Egipt: Sa- înseamna fiul, Rah- este discul "soare", divinitatea cea mai mare la acel moment. Fiica zeului Ra a fost văzută ca o prințesă și, prin urmare, sensul său in ebraică. A fost adoptată în limba greacă și latină ca Sarah.
Există, de asemenea, o altă sursă de nume în Calabria și Sicilia Sara este diminutivul de la Rosario si cateva nume conectate la acesta ca Sario.
Sara, potrivit ISTAT, unul dintre numele cele mai folosite pentru nou-născuți în Italia la începutul secolului XXI-lea, fiind al patrulea cel mai popular nume din 2004, iar al doilea în 2006.
Sara, sotia lui Avraam, celebrată de Biserica Catolică pe 19 august, de Biserica Ortodoxa pe 13 iulie și  pe 10.9 de Biserica coptă.
Sfânta Sara al Antiohiei, martir, comemorat pe 20 aprilie.